# Hrabovec nad Laborcom
Hrabovec nad Laborcom je obec na Slovensku, v okrese Humenné v Prešovském kraji. Žije zde 501 obyvatel. Leží v Nízkých Beskydech v údolí horního Laborce. Mírně zvlněný až členitý povrch katastru tvoří flyšové souvrství a říční náplavy. V katastru Polonka se nachází i sirný pramen. Rozloha obce je 1347 ha. Střed obce je 212 m n. m., katastr 200-500 m n. m. Podnebí obce je mírné.
Podnebí a vegetace podmiňují faunu a flóru v obcí a okolí. Dominantní jsou listnaté stromy, převládá lesní porost buku a břízy, ale v okolních lesích se nacházejí i jehličnaté stromy. Okolní lesy byly v minulosti bohaté na divokou zvěř, vyskytují se zde např. divočáci, vlci, lišky, srnčí zvěř a králíci, z ptactva pak mj. jestřábi.

## Historie

### Počátky a názvy obce
Obec se poprvé vzpomíná v roce 1463, patřila několika pánům. Do 17. století to bylo panství Izbugyaiovcov. V 19.-20. století vlastnili zdejší majetky Dessewffyovci. V roce 1715 měla vesnice mlýn a 16 domácností. V obecní kronice se z vyprávění starých lidí vzpomíná existence židovských koupelí a synagogy, avšak tyto informace nejsou podložené.
Název obce prošel mnoha změnami. V roce 1463 Hrab, Felsewhrab, 1773 Zbucky Hrabowecz, 1920 Zbudský Hrabovec, 1927 Hrabovec, 1946 Hrabovec nad Laborcom, maďarsky Izbugyahrabóc.
O historii názvů se dozvídáme pouze z ústního podání starousedlíků. Přívlastek Zbudský údajně pochází od jména Zbudza. Okolní lesy a majetky byly určitou dobu ve vlastnictví hraběte Jegyho ze Zbudza. Jméno Hrabovec zas odůvodňují takto: v Nižním Hrabovci, který je starší usedlostí, sídlil hrabě Malaway, který měl velkostatek na místě nynějšího Hrabovce nad Laborcom. Protože pán pocházel z Nižného Hrabovca, jmenovali jej na okolí Hrabovský a tak pojmenovali jeho velkostatek Hrabovec. Tento název pověřenectvo SNR pro vnitřek v Bratislavě přejmenovalo v prosinci roku 1946 osobitou vyhláškou v Úředním nevolníku na Hrabovec nad Laborcom.

### Druhá světová válka
V období před druhou světovou válkou byla v obci organizována Hlinkova garda, která měla asi 30 členů. Informace o průběhu války a jejích dopadech na život obce nejsou známy. V místní kronice se píše až o prvních partyzánech: „V obci se poprvé objevili v srpnu 1944. Přišel jeden partyzán - Rus k Josefu Židzikovi, obecnímu komisaři a prosil o chléb. Oni mu dali, ale jen s velkým strachem, neboť v obci byli ubytováni Němci a často spali i v jejich stodole. Podruhé přišli k Jánovi Katanymu - němému. Tam pak chodili často. A pak se k nim připojil i jeho syn, také Ján Katana, ale jen tehdy když už se mělo obyvatelstvo evakuovat. On pak vydržel až do přechodu fronty.“ V kronice se uvádějí i tyto nepříjemné události: „Jednou přišli z Vyšnej Radvaně dva Němci rabovat do potravinového družstva. Partyzánům to lidé oznámili a tito pak Němce v družstvu zajali. Museli při tom vhodit do místnosti družstva ruční granát, protože Němci se nechtěli vzdát. Jednou také jednoho německého zvěrolékaře zabili partyzáni u Juháse ve dvoře. Pustili na něj palbu z kulometu. Spadl z koně a kůň zůstal živý.“
O povstání se v obci mnoho nevědělo. Evakuace v obci byla nařízena 26. října 1944. Lidé neevakuovali podle nařízení, ale utíkali do hor a do sousední obce Hrubov. Poprvé do vesnice přišli Němci 15. listopadu 1944. Na okraj obce postavili kulomety, obec vyrabovali a sousední Hrubov vypálili. Evakuace postupovala směrem k Humennému. Tam každý evakuant dostal evakuační legitimaci, která byla vystavena až do Ružomberka. Evakuanti postupovali směrem přes Vranov k Prešovu, ale někteří šli dále přes Spiš až na Liptov. Mnozí odešli až na dolní Oravu, k Ružomberku a okolí. Obec se prakticky kompletně vylidnila.

### Po druhé světové válce
V roce 1945, po úspěšném postupu ruské armády, se začalo do obce evakuované obyvatelstvo vracet. V roce 2015 přišli vojáci s pomocí radaru zachycovat ukrajinské pašeráky v letadlech.

## Místní spolky

### PZ Jariabok
Nynější lovecké sdružení obhospodařuje 2820 ha půdy, z toho 830 ha lesa. Patří mezi nejlepší v okrese.

### Tělovýchovná jednota
Její počátky sahají do roku 1950, kdy byl ve vesnici založen MS Sokol. Měl kolem 50 členů. Jako první byl založen fotbalový oddíl, později lyžařský a volejbalový. Ve stejném roce bylo založeno fotbalové hřiště u řeky.
V roce 1974 se tělovýchovná jednota s názvem TJ Slovan změnila na TJ Družstevník Krosna. Fotbalisté v tomto roce dosáhli největší úspěch v historii obce. Dorostenci se umístili na 1. místě a postoupili do II. třídy.
10. července 1977 bylo slavnostně otevřeno nové fotbalové hřiště "Pod břehem".
Úspěšně si vedli i lyžaři. Tělovýchovná jednota byla pověřena Krajským výborem Československého svazu tělesné výchovy provedením I. kola krajských kvalifikačních závodů dorostu. Lyžařský oddíl v současnosti již neexistuje.
Tenisový oddíl v ročníku 1976-77 skončil na prvním místě a byl jasným favoritem na postup do krajské soutěže, což se však neuskutečnilo. Jeho činnost byla ukončena v roce 2006.
Nejlepším lyžařům v historii lyžařského oddílu TJ Hrabovec nad Laborcom byl Pavel Duda, který patřil k běžecké špičce východoslovenského kraje. V roce 1981 a 1982 byl vyhlášen za nejlepšího sportovce humenského okresu.
V roce 1980 si tělovýchovná jednota připomněla 30. výročí svého založení. Měla tři oddíly: fotbalový, lyžařský a stolního tenisu.
V roce 1983 se poprvé obecním fotbalistům podařilo probojovat do krajské soutěže. Fotbalisté se umístili na 6. místě. V pozdějším období bylo fotbalové mužstvo účastníkem páté ligy krajské soutěže, ale pro nedůstojné chování bylo z této soutěže vyloučeny. V současnosti (2007) v obci působí fotbalový oddíl v druhé třídě okresní soutěže, ale umísťuje se na posledních příčkách.